# سردینا-بودا
سردینا-بودا (به روسی: Середина-Буда) شهری در استان سومی در کشور اوکراین واقع شده‌است. جمعیت این شهر ۶,۹۶۳ نفر (۲۰۲۱ تخمینی) است.